# Hamzah ál-Maszlúszí
Hamzah ál-Maszlúszí (arabul: حمزة المثلوثي; Zarzouna, 1992. július 25. –) tunéziai válogatott labdarúgó, aki jelenleg a CS Sfaxien játékosa.

## Sikerei, díjai
- CA Bizertin
  - Tunéziai kupa: 2013

## Külső hivatkozások
- Hamzah ál-Maszlúszí adatlapja a Soccerway oldalon (angolul)
- Hamza Mathlouthi Transfermarkt